# Classe Gwanggaeto le Grand
La classe Gwanggaeto le Grand ou KDX-I (Hangul : 광개토대왕급 구축함 ; Hanja :  廣開土大王級驅逐艦) est une série de trois destroyers construit par la Corée du Sud pour équiper sa marine. Elle est la première classe de destroyers construit par la Corée du Sud. Cette série de destroyers est nommée en mémoire de Gwanggaeto le Grand, le dix-neuvième roi du Koguryŏ.

## Histoire
La classe Gwanggaeto le Grand a été construite dans les chantiers de Daewoo afin de remplacer les anciens destroyers de l'United States Navy qui équipaient jusqu'alors la marine sud-coréenne. Elle s'inscrit dans le cadre plus large du programme expérimental de destroyers KDX, lancé dans les années 1980. La construction du navire de tête de la classe, le Gwanggaeto le Grand, a été commencé en 1989 et le navire a été définitivement mis en service en 1998.
Le gouvernement Thaïlandais a annoncé en avril 2013 la commande à la Corée du Sud d'une frégate Gwanggaeto le Grand modifié pour 13 milliards de Bahts.

## Navires
| Nom                                | Lancement         | Mise en service | Chantier naval      | Photo |
| ---------------------------------- | ----------------- | --------------- | ------------------- | ----- |
| ROKS Gwanggaeto le Grand (DDH-971) | 28 octobre 1996   | 24 juillet 1998 | Daewoo Corée du Sud |       |
| ROKS Eulji Mundeok (DDH-972)       | 16 octobre 1997   | 30 août 1999    | Daewoo Corée du Sud |       |
| ROKS Yang Man-chun (DDH-973)       | 30 septembre 1998 | 29 juin 2000    | Daewoo Corée du Sud |       |